# Rhododendron pleistanthum
Rhododendron pleistanthum är en ljungväxtart som beskrevs av I. B. Balf. och Hutchinson. Rhododendron pleistanthum ingår i släktet rododendron, och familjen ljungväxter. Inga underarter finns listade i Catalogue of Life.